# 아벨라 데인저
아벨라 데인저(Abella Danger, 1995년 11월 19일 ~ )는 미국의 포르노 배우, 모델이다.